# فند
فند هو مولى لعائشة بنت سعد بن أبي وقَّاص، يُضرب به المثل في البطء.

## الأمثال
إن سيرة فند، أخرجت مثلين عرفتهما العرب، وهما:
- «تَعِسَتِ العَجَلَةُ»: يُضرب في السخرية من العجلة
- «أَبْطَأُ مِنْ فِنْدٍ»: يُضرب في البطء

## القصة
كان فند أحد المغنين المجيدين، وكان يجمع بين الرجال والنساء، وله يقول ابن قَيْس الرُّقَيَّات:
وكانت عائشة أرسَلَتْه يأتيها بنار، فوجد قومًا يخرجون إلى مصر، فخرج معهم فأقام بها سنةً، ثم قدم فأخذ نارًا وجاء يَعْدُو فعثَرَ وتبدَّد الجمر، فقال: تعست العجلة! وفيه يقول الشاعر:
كما قد ذكره رائد مدرسة الإحياء والبعث، محمود سامي البارودي، في قصيدة حنينه إلى مصر:

## الملاحظات
- المشملة: كساء تجمع فيه المقدحة بآلاتها وقال بعضهم الرواية "المشملة" بفتح الميم وهي مَهَبُّ الشمال، يعني الجانب الذي بعث نوح عليه السلام الغراب إليه ليأتيه بخبر الأرض أَجَفَّتْ أم لا؟